# Джейсон Борн (серія фільмів)
«Джейсон Борн» (англ. Jason Bourne film series) — серія фільмів-бойовиків, що складається з п'яти частин, які вийшли з 2002 по 2016 рік, основана на романах Роберта Ладлема про Джейсона Борна — колишнього співробітника ЦРУ і професійного вбивцю, який втратив пам'ять. Серія фільмів складається з тетралогії («Ідентифікація Борна», «Перевага Борна», «Ультиматум Борна» і «Джейсон Борн», де головну роль грає Метт Деймон) і спін-оффа серії «Спадок Борна», де головну роль грає Джеремі Реннер.

## Фільми

### Ідентифікація Борна
Джейсон Борн володіє відмінними навичками рукопашного бою та вміє обходитися практично з будь-якою зброєю і транспортом. А ще він страждає важкою формою амнезії і зовсім не пам'ятає, звідки і навіщо у нього всі ці таланти. Два тижні тому Джейсона напівживого виловив в Середземному морі екіпаж італійського риболовецького судна. У нього на спині були виявлені сліди вогнепальних поранень, а в стегні — вживлений під шкіру чип з номером рахунку в Цюриху. Намагаючись за цим мізерними зачіпками з'ясувати свою особистість і, можливо, відновити пам'ять, Джейсон вирушає до Цюриха. Саме у банківському сховищі молодик дізнається, що його ім'я Джейсон Борн. Крім цього, він також знаходить в сейфі кілька підроблених паспортів, усі з його фотографією, велику суму грошей, зброю і імовірно свою домашню адресу в Парижі. У посольстві США Борн знайомиться з дівчиною Марі, яка погоджується відвезти його в Париж за солідну винагороду. Борн вперто шукає підказки зі свого минулого життя, але незабаром починає усвідомлювати, що чим більше він дізнається, тим більшій небезпеці піддається. Слідами Борна йде невідомий найманий вбивця і ЦРУ, і від того, як швидко він зможе згадати все, залежить його життя і життя Марі.

### Перевага Борна
Три роки минуло відтоді, як Джейсон Борн обірвав усі зв'язки з ЦРУ і зачаївся в маленькому індійському містечку на узбережжі моря. Разом зі своєю коханою Марі Джейсон почав нове життя подалі від урядових місій, вбивств і секретних проєктів. І хоча він так до кінця і не згадав своє минуле, власне майбутнє тепер займає його куди більше. Щасливій ідилії, однак, приходить кінець, коли темне минуле Борна знову наздоганяє його. Марія гине від кулі невідомого кілера, а Джейсон дивом уникнувши смерті вирушає до Неаполя, щоб дізнатися, хто веде на нього полювання і навіщо. Незабаром після свого приїзду Борн з'ясовує, що його підставили: хтось залишив його відбитки пальців на бомбу, знайдену в готелі на місці вбивства агента ЦРУ. Єдиний шанс довести свою невинність — знайти справжнього винуватця до того, як його самого наздожене ЦРУ. Але щоб зробити це, Борн повинен згадати свою першу справу, адже саме до нього ведуть всі ниточки.

### Ультиматум Борна
Колишній урядовий агент Джейсон Борн змушений знову вийти зі свого укриття, коли лондонський кореспондент Саймон Росс несподівано друкує статтю, що викриває секретну операцію «Блекбрайар». Операція проходила в рамках проєкту  Тредстоун, частиною якого був сам Борн. Розуміючи, що Россу може бути відомо про його минуле, Джейсон вирішує призначити зустріч. На нещастя, стаття Росса також привернула увагу ЦРУ, які не вибачають подібних витоків інформації. Розуміючи, що у журналіста є свій інформатор всередині організації, заступник директора ЦРУ Ноа Воссен наказує встановити за Россом стеження, щоб з'ясувати його особу. Однак коли на зустріч з Россом несподівано приходить Борн, їх обох наказують вбити. Гонка на час знову почалася. У Борна залишилося занадто мало часу, щоб дізнатися особистість інформатора Росса в ЦРУ і дістатися до нього раніше людей Воссена, інакше Джейсон ризикує втратити останню зачіпку, яка могла б пролити світло на його справжню особистість.

### Спадок Борна
Сюжет четвертої частини франшизи зав'язується навколо нового головного героя, якогось Аарона Кросу (Джеремі Реннер), секретного агента уряду, який навчався в тій же програмі, що і Джейсон Борн, і тепер змушений зіткнутися лицем до лиця з наслідками, викликаними діями Борна в перших трьох фільмах. Опинившись втягнутим в смертоносну мережу змов і інтриг, Аарон повинен розібратися, хто стоїть за всім цим, і знайти спосіб вибратися з цієї халепи живим. Минуле вкрите мороком таємниць, довіряти не можна нікому, а розслабитися — значить померти. Маятник хитнувся, і нова битва не на життя, а на смерть почалася.

### Джейсон Борн
Світ на грані катастрофи, а значить прийшов час йому повернутися. Неаполь, Мюнхен, Нью-Йорк — його ім'я знають всюди. Елітний суперагент, кращий з кращих, навіть в Лас-Вегасі гра піде за його правилами. Він — Джейсон Борн.

## Актори і персонажі
| Персонаж                          | Фільм                    | Фільм           | Фільм             | Фільм           | Фільм           |                 |
| Персонаж                          | Ідентифікація Борна      | Перевага Борна  | Ультиматум Борна  | Спадок Борна    | Джейсон Борн    |                 |
| --------------------------------- | ------------------------ | --------------- | ----------------- | --------------- | --------------- | --------------- |
| Джейсон Борн / Девід Уебб         | Метт Деймон              | Метт Деймон     | Метт Деймон       | (на фото)       | Метт Деймон     |                 |
| Ніколетт Парсонс                  | Джулія Стайлз            | Джулія Стайлз   | Джулія Стайлз     |                 | Джулія Стайлз   |                 |
| Марі Хелена Кройц                 | Франка Потенте           | Франка Потенте  | (сцена спогади)   |                 |                 |                 |
| Олександр Честер Конклін          | Кріс Купер               | (сцена спогади) |                   |                 |                 |                 |
| Уорд Ебботт                       | Брайан Кокс              | Брайан Кокс     | (на фото/озвучка) |                 |                 |                 |
| Денні Зорн                        | Гебріел Менн             | Гебріел Менн    |                   |                 |                 |                 |
| Професор                          | Клайв Оуен               | (сцена спогади) |                   |                 | (сцена спогади) | (сцена спогади) |
| Мартін Маршалл                    | Девід Селберг            | Томас Арана     |                   |                 |                 |                 |
| Ніквана Вомбозі                   | Адевале Акінуойє-Агбадже |                 | (сцена спогади)   |                 | (сцена спогади) |                 |
| Памела Ленд                       |                          | Джоан Аллен     | Джоан Аллен       | Джоан Аллен     |                 |                 |
| Тому Кронін                       |                          | Том Галлоп      | Том Галлоп        |                 |                 |                 |
| Кирил                             |                          | Карл Урбан      |                   |                 |                 |                 |
| Джарда                            |                          | Мартон Чокаш    |                   |                 |                 |                 |
| Ноа Воссен                        |                          |                 | Девід Стретейрн   | Девід Стретейрн |                 |                 |
| Мартін Кройц                      |                          |                 | Даніель Брюль     |                 |                 |                 |
| Езра Креймер                      |                          |                 | Скотт Гленн       | Скотт Гленн     |                 |                 |
| Саймон Росс                       |                          |                 | Патрік Консідайн  | (сцена спогади) |                 |                 |
| Паз                               |                          |                 | Едгар Рамірес     | (сцена спогади) |                 |                 |
| Деш Буксані                       |                          |                 | Джой Анса         |                 | (сцена спогади) |                 |
| Доктор Альберт Хірш               |                          |                 | Альберт Фінні     | Альберт Фінні   | (сцена спогади) |                 |
| Рей Віллс                         |                          |                 | Корі Джонсон      | Корі Джонсон    |                 |                 |
| Аарон Крос / Кеннет Джеймс Кітсон |                          |                 |                   | Джеремі Реннер  |                 |                 |
| доктор Марта Шерінг               |                          |                 |                   | Рейчел Вайс     |                 |                 |
| Ерік Байєр                        |                          |                 |                   | Едвард Нортон   |                 |                 |
| Турсо                             |                          |                 |                   | Стейсі Кіч      |                 |                 |
| Номер 3                           |                          |                 |                   | Оскар Айзек     |                 |                 |
| Хезер Чі                          |                          |                 |                   |                 | Алісія Вікандер |                 |
| Роберт Дьюї                       |                          |                 |                   |                 | Томмі Лі Джонс  |                 |
| Актив                             |                          |                 |                   |                 | Венсан Кассель  |                 |
| Ерон Каллур                       |                          |                 |                   |                 | Різ Ахмед       |                 |
| Крейг Джеферс                     |                          |                 |                   |                 | Ато Ессандо     |                 |
| Річард Вебб                       |                          |                 |                   |                 | Грегг Генрі     |                 |

## Сприйняття

### Касові збори
Серію фільмів про Джейсона Борна критики прийняли позитивно, також серія мала комерційний успіх. «Ультиматум» завоював три «Оскара» в категорії «кращий монтаж», «кращий звук» і «кращий монтаж звуку». «Перевага Борна» і «Ультиматум Борна» також виграв кінопремію «Імперія» в категорії «кращий фільм».
| Фільм               | Дата релізу    | Box office дохід | Box office дохід | Box office дохід | Box office рейтинг | Box office рейтинг | Бюджет       | Посилання |
| Фільм               | Дата релізу    | США              | За кордоном      | По всьому світу  | Всього в США       | Всього в світі     | Бюджет       | Посилання |
| ------------------- | -------------- | ---------------- | ---------------- | ---------------- | ------------------ | ------------------ | ------------ | --------- |
| Ідентифікація Борна | 14 червня 2002 | $121 661 683     | $92 372 541      | $214 034 224     | #464               | #604               | $60 000 000  | [ 4 ]     |
| Перевага Борна      | 23 липня 2004  | $176 241 941     | $112 258 276     | $288 500 217     | #230               | #409               | $75 000 000  | [ 5 ]     |
| Ультиматум Борна    | 3 серпня 2007  | $227 471 070     | $215 068 353     | $442 824 138     | #129               | #199               | $110 000 000 | [ 6 ]     |
| Еволюція Борна      | 10 серпня 2012 | $113 203 870     | $162 940 880     | $276 144 750     | #524               | #427               | $125 000 000 | [ 7 ]     |
| Джейсон Борн        | 1 вересня 2016 | $162 434 410     | $253 050 504     | $415 484 914     | #267               | #219               | $120 000 000 | [ 8 ]     |
| Всього              | Всього         | $801 012 974     | $835 975 269     | $1 636 988 243   | $490 000 000       |                    |              |           |

### Критика і відгуки
| Фільм               | Rotten Tomatoes     | Rotten Tomatoes     | Metacritic       |
| Фільм               | Загальний           | Cream of the Crop   | Metacritic       |
| ------------------- | ------------------- | ------------------- | ---------------- |
| Ідентифікація Борна | 83 % (186 відгуків) | 86 % (14 відгуків)  | 68 (38 відгуків) |
| Перевага Борна      | 81 % (191 відгук)   | 87 % (15 відгуків)  | 73 (39 відгуків) |
| Ультиматум Борна    | 93 % (258 відгуків) | 100 % (18 відгуків) | 85 (38 відгуків) |
| Еволюція Борна      | 56 % (219 відгуків) | 44 % (18 відгуків)  | 61 (42 відгука)  |
| Джейсон Борн        | 56 % (264 відгука)  | 58 (50 відгуків)    |                  |
| Середній рейтинг    | 74 %                | 77 %                | 69 %             |